# Arctostaphylos confertiflora
Arctostaphylos confertiflora es una rara especie de manzanita perteneciente a la familia Ericaceae. 

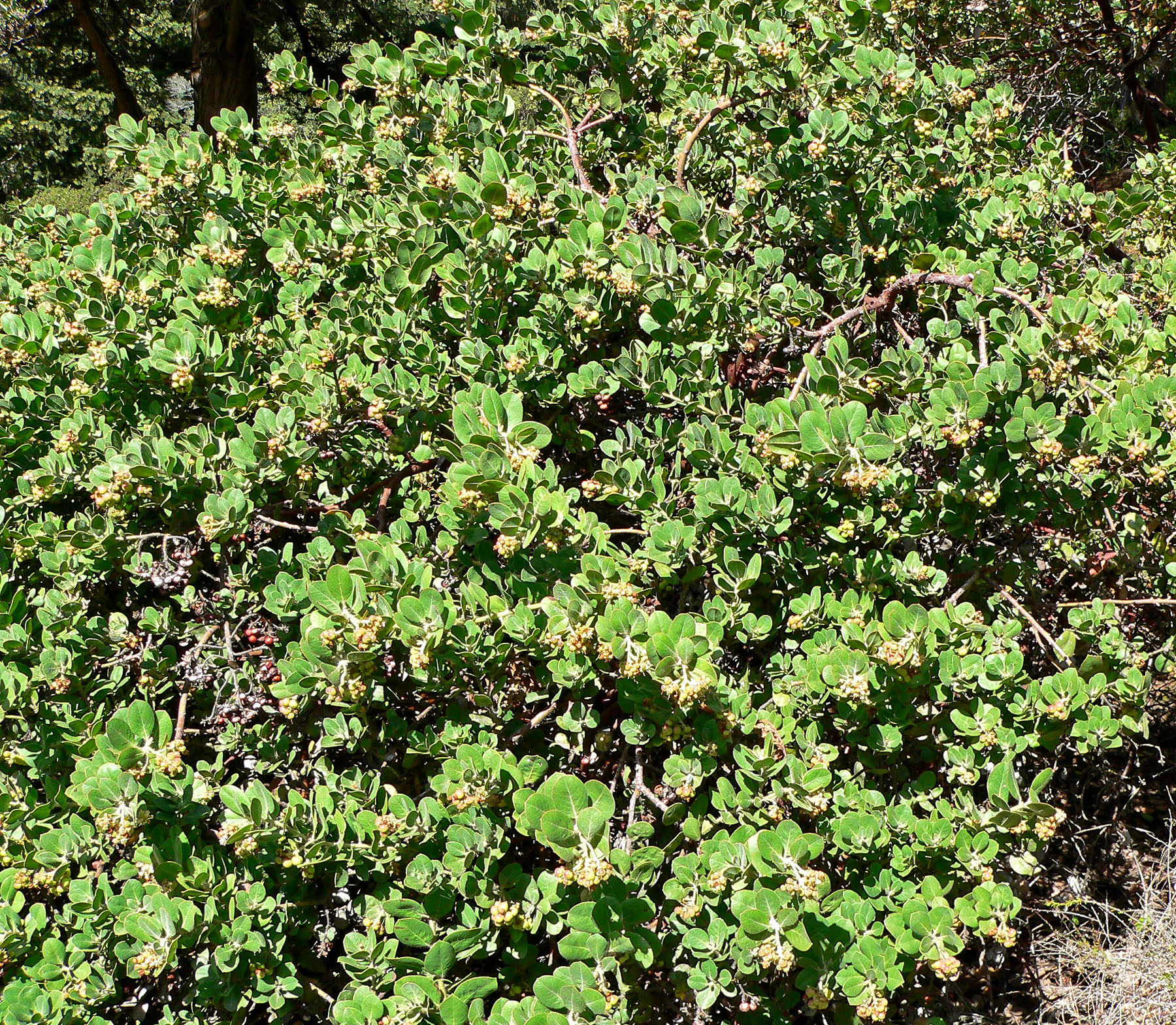
Vista de la planta

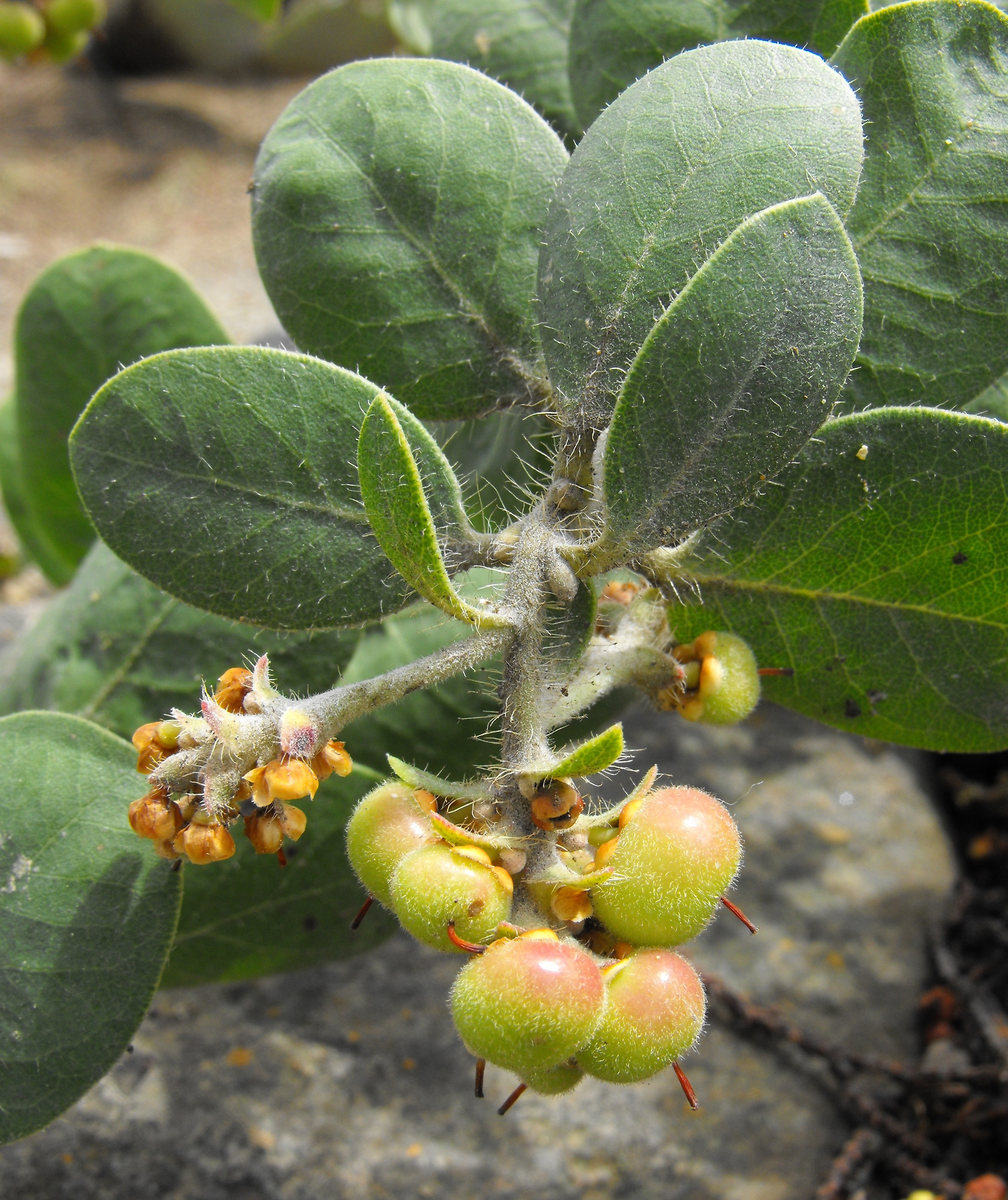
Frutos

## Distribución y hábitat
Este arbusto es endémico de California, donde crece en los acantilados de arenisca de la isla de Santa Rosa en las Islas del Canal. Este manzanita se enumera como especie en peligro de extinción por el Gobierno de los Estados Unidos. Hay algunas plantas en dos lugares de la isla, y la mayoría de ellas están amenazadas por el ganado, alces y ciervos , que se alimentan de ellos.

## Descripción
Esta es una pequeña planta, con la corteza de color rojo sangre a gris y con cerdas glandulares en sus ramas. Las hojas son de color verde opaco, glandulares y peludas o hirsutas. Las pequeñas flores son redondeadas y de color blanco lechoso, con menos frecuencia de color rosa pálido, y agrupadas densamente en inflorescencias. Los frutos son  drupas con alrededor de un centímetro de diámetro.  

## Taxonomía
Arctostaphylos confertiflora fue descrito por Alice Eastwood y publicado en Systema Vegetabilium, editio decima sexta 2: 287. 1825.
Etimología
Arctostaphylos: nombre genérico que deriva de las palabras griegas arktos =  "oso", y staphule = "racimo de uvas", en referencia al nombre común de las especies conocidas  y tal vez también en alusión a los osos que se alimentan de los frutos de uva.
confertiflora: epíteto latíno que significa "denso de flores"
Sinonimia
- Arctostaphylos subcordata var. confertiflora (Eastw.) Munz[7]